# Ponte da Zelândia
A Ponte da Zelândia (em holandês: Zeelandbrug) é a ponte a mais longa dos Países Baixos. A ponte abrange o estuário do Oosterschelde. Ela conecta as ilhas de Schouwen-Duiveland e Noord-Beveland na província da Zelândia.
A Ponte da Zelândia foi construída entre 1963 e 1965. Quando foi concluída, era a ponte a mais longa de toda a Europa. Tem um comprimento total de 5.022 metros, e consiste em 48 vãos de 95 metros, em 2 vãos de 72,5 metros e em uma ponte móvel com uma largura de 40 metros.
A província da Zelândia emprestou o dinheiro para a construção da ponte. O empréstimo foi reembolsado através da cobrança de pedágios nos primeiros 24 anos.